# Kanton Mauléon-Barousse
Kanton Mauléon-Barousse (francouzsky Canton de Mauléon-Barousse) je francouzský kanton v departementu Hautes-Pyrénées v regionu Midi-Pyrénées. Tvoří ho 25 obcí.

## Obce kantonu
- Anla
- Antichan
- Aveux
- Bertren
- Bramevaque
- Cazarilh
- Créchets
- Esbareich
- Ferrère
- Gaudent
- Gembrie
- Ilheu
- Izaourt
- Loures-Barousse
- Mauléon-Barousse
- Ourde
- Sacoué
- Sainte-Marie
- Saléchan
- Samuran
- Sarp
- Siradan
- Sost
- Thèbe
- Troubat